# Corissa Yasen
Corissa Lee Yasen (Omaha, 5 dicembre 1973 – Coeur d'Alene, 12 maggio 2001) è stata una cestista e multiplista statunitense, professionista nella WNBA.